# Conga Fury
Conga Fury – piąty singel oraz utwór brytyjskiego zespołu Juno Reactor wydany w 1996 roku w Wielkiej Brytanii przez wytwórnię Blue Room Released (wydanie CD i 12"). Singel pochodzi z czwartego albumu Juno Reactor - Bible of Dreams, składają się na niego 3 utwory: tytułowy "Conga Fury" oraz remiksy "Feel the Universe" i "Magnetic". Utwory te, podobnie jak większość produkcji zespołu, należą do nurtu muzyki psychedelic trance oraz goa trance.

## Lista utworów
1. "Conga Fury" - 8:14
2. "Magnetic" (Robert Leiner Remix) - 8:07
3. "Feel the Universe" (Koxbox + Ian Ion Remix) - 7:47